# Сагарчинська сільська рада
Сага́рчинська сільська рада (рос. Сагарчинский сельский совет) — сільське поселення у складі Акбулацького району Оренбурзької області Росії.
Адміністративний центр — село Сагарчин.

## Населення
Населення — 1078 осіб (2019; 1353 в 2010, 1846 у 2002).

## Склад
До складу сільської ради входять:
| Населений пункт    | Населення, осіб (2002) | Населення, осіб (2010) |
| ------------------ | ---------------------- | ---------------------- |
| Акоба, селище      | 149                    | 101                    |
| Корниловка, селище | 198                    | 102                    |
| Сагарчин, село     | 1298                   | 1081                   |
| Ушкунь, селище     | 117                    | 51                     |
| Харківка, селище   | 84                     | 18                     |